# Триумф (кинотеатр, Пермь)
«Триумф» — пермский кинотеатр, расположенный в доме № 44 по улице Ленина в Ленинском районе города.

## История
Здание по улице Покровской (ныне — Ленина), в котором разместился кинотеатр, появилось между 1874 и 1902 гг. (точная дата неизвестна). В 1902 г. В. П. Журавлёва испрашивала разрешение у Пермской городской Думы разрешение на возведение каменного двухэтажного пристроя к уже существующему зданию. В 1904 г. здесь находилось страховое общество, потом — контора и склад музыкальных инструментов И. М. Журавлёва. В 1910 г. здесь уже находился «иллюзион», то есть кинотеатр.
В 1911 г. в Перми был открыт электротеатр «Триумф», который был плодом труда инженерного товарищества, занимавшегося строительством, монтажом отопления, вентиляции, водопровода, канализации и производством и продажей электроустановок. Это товарищество располагалось в большом трёхэтажном здании, построенном в 1909 г. на углу улиц Пермской и Сибирской. Для кинотеатра в 1913 г. и было перестроено здание Журавлёвых. Для этого оно было расширено на два окна на втором этаже, а на первом этаже был сделан тоннель. Слева к широкой лестнице, разделённой толстым канатом, вели две двери. Через одну двери посетители приходили на киносеанс, через другую — выходили с него.
Реклама того времени сообщала, что элегантный электротеатр «Триумф» сделан по лучшим заграничным образцам, располагает роскошной обстановкой, грандиозным фойе, электрическим фонтаном с рыбками, а также буфетом. У окон стояли различные растения: пальмы, фикусы, драцены. Потолок зрительного зала украшала лепка, в центре потолка находился разделённый на 4 части овал, в одной из которых была цифра «3», в остальных — буквы «У», «М», «Ф», образующие «Триумф».
В кинотеатре демонстрировались немые фильмы, поэтому в кинозале играл струнный оркестр. На сеанс зрителей приглашали две дамы в бархатных платьях и с одинаковыми причёсками.
С 1920 г. в здании кинотеатра действовал зимний театр водников «Отдых бурлака». Здесь проводились заседания, после которых демонстрировались различные фильмы.
В 1932 г. кинотеатр был перестроен. С правой стороны здания были добавлены две двери — одна в фойе, другая — в кассы и буфет. Также была смонтирована стационарная акустическая установка, позволившая демонстрировать звуковые фильмы: в кинотеатре были показаны звуковые фильмы «Златые горы», «Броненосец „Потёмкин“», «Чапаев», «Путёвка в жизнь», «Мы из Кронштадта». Перед началом сеанса в фойе «Триумфа» проводились концерты профессиональных артистов и самодеятельных коллективов.
20 мая 1932 г. в кинотеатре состоялась первая демонстрация звукового фильма.
В 1933 г. кинотеатр был переименован в «Художественный».
С 1936 г. в кинотеатре демонстрировались детские кинофильмы.
В 1957 г. в кинотеатре был показан первый широкоэкранный фильм.
В 1998—1999 гг. театр прошёл реконструкцию и был обратно переименован в «Триумф». В здании было установлено новое кинооборудование и цифровая система звука.
2 апреля 2008 г. кинотеатр показал свою последнюю картину «10 000 лет до нашей эры» и был закрыт из-за нерентабельности.